# Rond de Loudéac
Le rond de Loudéac (ou rond de Penthièvre) est une danse bretonne originaire d'une large région autour du pays de Loudéac, allant au Nord jusqu'à Quintin et à l'Est jusqu'à Merdrignac. Elle se pratique en chaîne fermée et s'inscrivait dans une suite à deux ou quatre parties. Le plin et la dañs Treger sont deux danses proches. 

## Caractéristiques

### Pas

Pas de base du rond de Penthièvre

La plupart des variantes de pas collectées sont sur une cellule de quatre temps. Une version-type du pas a été rencontrée très fréquemment sur toute l’aire de pratique en fin de tradition et consiste en la succession d’un double à gauche et d’un simple à droite (de façon similaire au branle simple). C’est cette version qui constitue la base de l’apprentissage de la danse dans le revival.

Autres versions-type de pas de rond de Penthièvre.

Les principales variations de pas rencontrées consistent soient en l’inversion, l’escamotage ou la subdivision de la version-type de base. D’autres variations ont pu être rencontrées (versions sautées, sur huit temps, avec croisés de jambes, ou encore « décrottés », etc.).

### Bras
Contrairement aux pas, la tenue de bras est l’élément qui a montré le plus de variabilité en fin de tradition dansée. Elle décrit un continuum entre une tenue de bras serrée à la frontière avec la Basse-Bretagne et une tenue plus lâche à l’est de la zone de pratique. Ainsi Jean-Michel Guilcher décrit-il une prise de bras similaire à celle de la dañs plin aux environs de Mûr-de-Bretagne et dans le Mené, Marcel Colleu a décrit une prise par le petit doigt, les bras étant relâchés vers le bas. Dans le pays de Loudéac, les danseurs se tenaient aussi par le petit doigt, mais les bras formaient un angle droit avec les avant-bras. C’est cette tenue de bras qui constitue la base de l’apprentissage de la danse dans le revival.
Lorsque la tenue se faisait par le petit doigt, les bras décrivaient un léger balancement (avant-arrière) tous les deux temps. Par rapport aux observations en fin de tradition dansée, ce mouvement des bras a été exagéré dans la pratique revivaliste actuelle.

### Bal
Dans toute l’aire de pratique, le rond de Penthièvre constituait le branle principal de suites réglées, laissant la place au bal. Il existait deux formes de bal, l’un en cortège de couple, l’autre en ronde. Le bal se compose de deux parties. Pour la première, la progression se fait en pas marchés à raison d’un pas par temps ou bien en claudiquant (un appui puis un rassemblé au temps suivant, en alternant les pieds d’appui). Pour la deuxième, deux façons de faire ont été collectées, toutes sur des cellules de quatre temps : soit deux balancés-croisés (la jambe libre vient croiser devant le pied en appui) en alternant le pied d’appui, soit la formule d’appuis du rond de Penthièvre (version-type de base ou inversée).
Il faut noter que des versions mixtes de ces bals ont été collectées, le bal étant en cortège sur la première partie et en ronde sur la deuxième.

#### Bal en cortège
Les danseurs évoluent en cortège de couple, avec l’homme à gauche de sa cavalière, en se donnant main droite dans main droite et main gauche dans main gauche. Pendant la première partie la progression se fait vers l’avant, la deuxième partie s’exécutant sur place. Dans la pratique dansée actuelle, lorsque le pas de la deuxième partie est un balancé-croisé la danse porte le nom de forières, quand le pas est celui du rond de Penthièvre, la danse porte le nom de baleu.

#### Bal en ronde
Les danseurs évoluent en ronde, en se tenant par la main ou le petit doigt, les bras bloqués au niveau de la taille, et la progression se fait vers la gauche. La deuxième partie s’exécute sur place. La façon de faire la plus couramment observée était de réaliser le pas du rond de Penthièvre dans la deuxième partie, mais les balancés-croisés ont aussi été observés (les balancés pouvant se faire devant ou derrière le pied d’appui). Là où le bal était appelé riqueniée (ou erqueniée), la danse présente un mouvement de bras spécifique sur la deuxième partie. C’est cette version du bal en ronde qui prévaut dans le revival.

### Suites
Autour de Loudéac, le rond de Penthièvre était pratiqué dans une suite en quatre parties, composée de la façon suivante :
1. ronde ;
2. bal (en cortège) ;
3. ronde ;
4. bal (en ronde).

Au nord et à l'est du pays de Loudéac, le rond de Penthièvre était pratiqué dans une suite en deux parties, composée de la façon suivante :
1. ronde ;
2. bal en cortège ou en ronde.

Il n'est pas rare de voir dans le fest-noz moderne une suite en trois parties, reprenant la forme des suites de Basse-Bretagne, composée de la façon suivante : 
1. ronde ;
2. bal (en cortège) ;
3. ronde.

Cet arrangement n’a cependant jamais été observé lors des collectes.

## Accompagnement musical

### Instruments
Les supports musicaux pouvaient être indifféremment instrumentaux ou chantés. Le chant était présent sur toute l’aire de pratique et constituait une composante à part entière du support de la danse. Sur la moitié sud de l’aire de pratique, c’est le couple biniou-bombarde qui était rencontré le plus fréquemment pour les grands évènements (fêtes ou grandes noces). Les frères Donnio de La Motte en sont l'exemple le plus connu. Au nord de l’aire de pratique ou pour des évènements plus modestes, il s’agissait plutôt de violon ou de vielle à roue, parfois d’un couple vielle à roue-bombarde.

### Style
La vitesse d’exécution est variable, le tempo usité en fin de tradition allant de 150 à 176 (à la noire).  Les thèmes sont structurés en groupements de quatre temps, souvent distincts et le style est en général assez vif.